# Wolfgang Baark

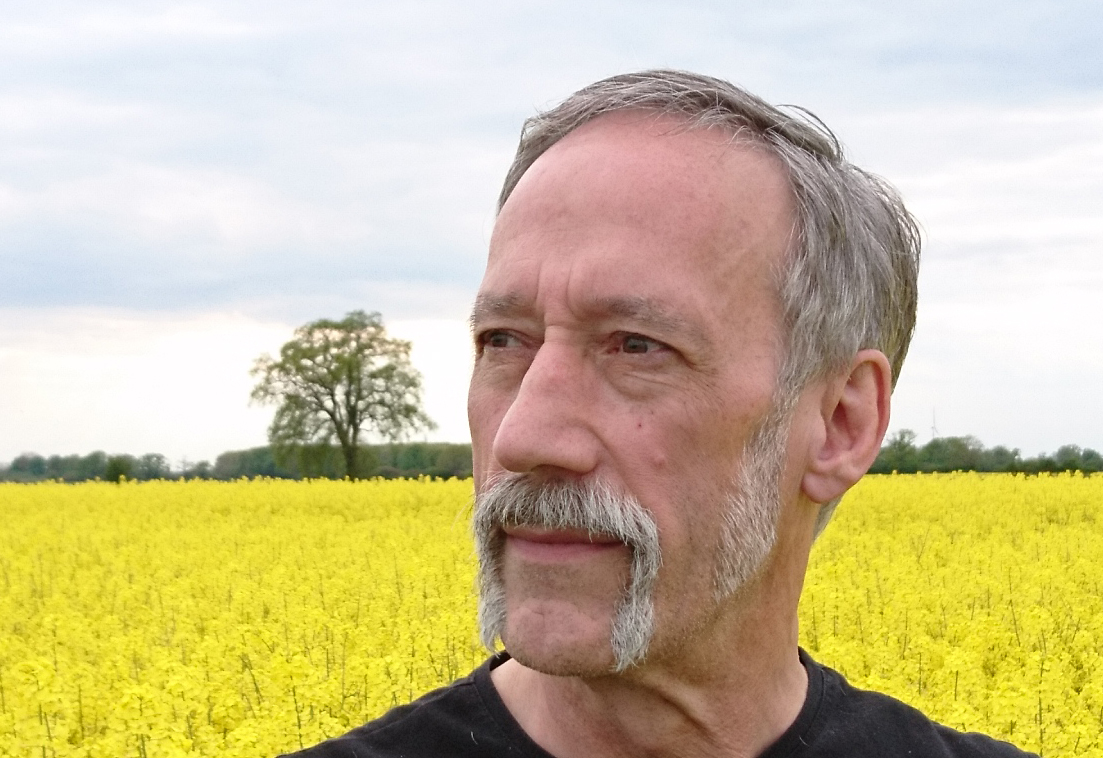
Wolfgang Baark bei der Motivsuche zu dem TV-Film „McLenBurger, 100% Heimat“ 2021

Wolfgang Baark (* 20. März 1958 in Neuwied) ist ein deutscher Szenenbildner.

## Leben und Wirken
Wolfgang Baark wuchs im Vorderen Westerwald auf und besuchte das Gymnasium in Altenkirchen. Nach dem preisgekrönten Abschluss einer Kunstglaserlehre an der Glasfachschule Rheinbach nahm er 1980 ein Kunststudium mit Schwerpunkt Bildhauerei/Plastik bei Daniel Spoerri an der damaligen Kunsthochschule Köln auf.
Während des Studiums sammelte er Erfahrungen als Setdresser für Fernseh-Serienproduktionen des WDR-Vorabendprogramms.
1983 zog er ins Wendland und arbeitete parallel zum künstlerischen Schaffen bis 1990 als freier Möbel- und Baudenkmalrestaurator in den Bereichen Tischlerei, Zimmerei, Lehmputz, Kachelofenbau und Malerei. Ab 1987 leitete er zudem die Werkstätten eines Antiquitätenhauses in Quickborn. 1989 war er Gewinner des Gestaltungswettbewerbs für die Neuanlage eines Zentrumsplatzes in Gartow.
Bedingt durch den wirtschaftlichen Zusammenbruch im damaligen Zonenrandgebiet nach dem Mauerfall arbeitete Wolfgang Baark ab 1992 wieder in Köln und später auch in München als Außenrequisiteur, Ausstatter und Szenenbildassistent für Film und Fernsehen, überwiegend in Produktionen mit dem Szenenbildner Claus Kottmann. Herausragend waren dabei der 1994 entstandene Kinofilm Rennschwein Rudi Rüssel unter der Regie von Peter Timm und der 1997 gedrehte Kinofilm Bin ich schön? von Doris Dörrie. Die Entwurfszeichnungen der Bauten für die ausgezeichneten Fernsehserien Nikola und Alles Atze entstanden an seinem Schreibtisch.
Seit 2000 arbeitete er als freier Szenenbildner für Fernsehserien und Fernsehfilme zunächst in Köln, wo er 52 Folgen der Krimiserie SK Kölsch für die Odeon Film drehte.
2006 siedelte er nach Berlin um. Besondere Aufmerksamkeit erhielt er für die 2012 gedrehten Doppelfolgen Tatort: Wegwerfmädchen und Tatort: Das goldene Band der Regisseurin Francis Meletzky zum Thema Zwangsprostitution, und für den 2015 gedrehten TV-Film Vertraue mir, mit Jürgen Vogel und Julia Koschitz, einem Krimi im Frankfurter Bankermilieu, der für den Hamburger Produzentenpreis nominiert wurde.
Wolfgang Baark lebt im Wendland und in Berlin. Er ist mit der deutschen Literaturübersetzerin Monika Baark verheiratet.
Neben seiner Arbeit als Szenenbilder produziert Wolfgang Baark Musikvideos.
Er ist Mitglied im Verband der Berufsgruppen Szenenbild und Kostümbild.

## Filmografie (Auswahl)
Als Szenenbildner
- 2000–2005 SK Kölsch (TV-Serie)
- 2006: Schmetterlinge im Bauch (TV-Serie)
- 2007: R. I. S. – Die Sprache der Toten (TV-Serie)
- 2008: Plötzlich Papa – Einspruch abgelehnt! (TV-Serie)
- 2008: Dr. Molly & Karl (TV-Serie)
- 2009: Die Stein (TV-Serie)
- 2011: Flirtcamp
- 2011: Im Brautkleid meiner Schwester
- 2012: Tatort: Wegwerfmädchen
- 2012: Tatort: Das goldene Band
- 2013: Einmal Leben bitte
- 2013: Kommissarin Heller: Der Beutegänger (TV-Reihe)
- 2013: Konrad und Katharina
- 2014: Opa, ledig, jung
- 2015: Vertraue mir
- 2015: Nur eine Handvoll Leben
- 2015: 23 Morde (TV-Serie)
- 2016: Verführt – In den Armen eines Anderen
- 2017–2019: Jenny – echt gerecht! (TV-Serie)
- 2018: Der Froschkönig
- 2019: Papa auf Wolke 7
- 2020: Oskar, das Schlitzohr und Fanny Supergirl
- 2020: Mein Freund, das Ekel (TV-Serie)
- 2021: McLenBurger – 100% Heimat
- 2022: Ostsee für Sturköppe
- 2023: Bis zur Wahrheit
- 2024: Mit Herz und Hilde

## Belege
1. ↑  Wolfgang Baark. Abgerufen am 7. März 2022.
2. ↑  Wolfgang Baark, Szenenbildner, Berlin. Abgerufen am 7. März 2022.
3. ↑  Auszeichnungen / Festivals – Premiere VERTRAUE MIR auf dem Filmfest Hamburg | ROWBOAT Film- und Fernsehproduktion. Abgerufen am 7. März 2022.
4. ↑  BAARK – YouTube. Abgerufen am 7. März 2022.
5. ↑  VSK.

| Personendaten    | Personendaten           |
| ---------------- | ----------------------- |
| NAME             | Baark, Wolfgang         |
| KURZBESCHREIBUNG | deutscher Szenenbildner |
| GEBURTSDATUM     | 20. März 1958           |
| GEBURTSORT       | Neuwied                 |